# درز پیکانی
دَرزِ پیکانی  (درز سَهمی، درز ساجیتال) (انگلیسی: Sagittal suture) حد واسط دو استخوان آهیانه است و کاسه سر را از وسط به دو بخش می‌کند. درز پیکانی در استخوان‌های جمجمه قرار دارد و از میان درز تاجی بر میان سر می‌رود تا به زاویهٔ درز لامی.
درز پیکانی به خاطر شکل پیکان‌مانند و فلش‌مانندش این‌گونه نامیده شده‌است. این درز جمجمه را درز سفودی (سیخی) هم می‌خوانند و در این صورت شکل آن به صورت قوسی است که به وسیلهٔ یک خط مستقیم به دو بخش تقسیم می‌گردد.
درز سهمی بین جلوسر Bregma (محل برخورد درز تاجی و درز پیکانی در جمجمه) و لام Lambda کشیده می‌شود.
دو درز غیر واقعی در طول سر از دو طرف به موازات درز پیکانی کشیده می‌شوند و به‌طور کامل در استخوان فرو نرفته‌اند و به این جهت آن دو را درز قشری می‌نامند. وقتی این دو درز غیر واقعی با سه درز واقعی به هم می‌رسند به شکل ناودانی در می‌آیند.

## نگارخانه

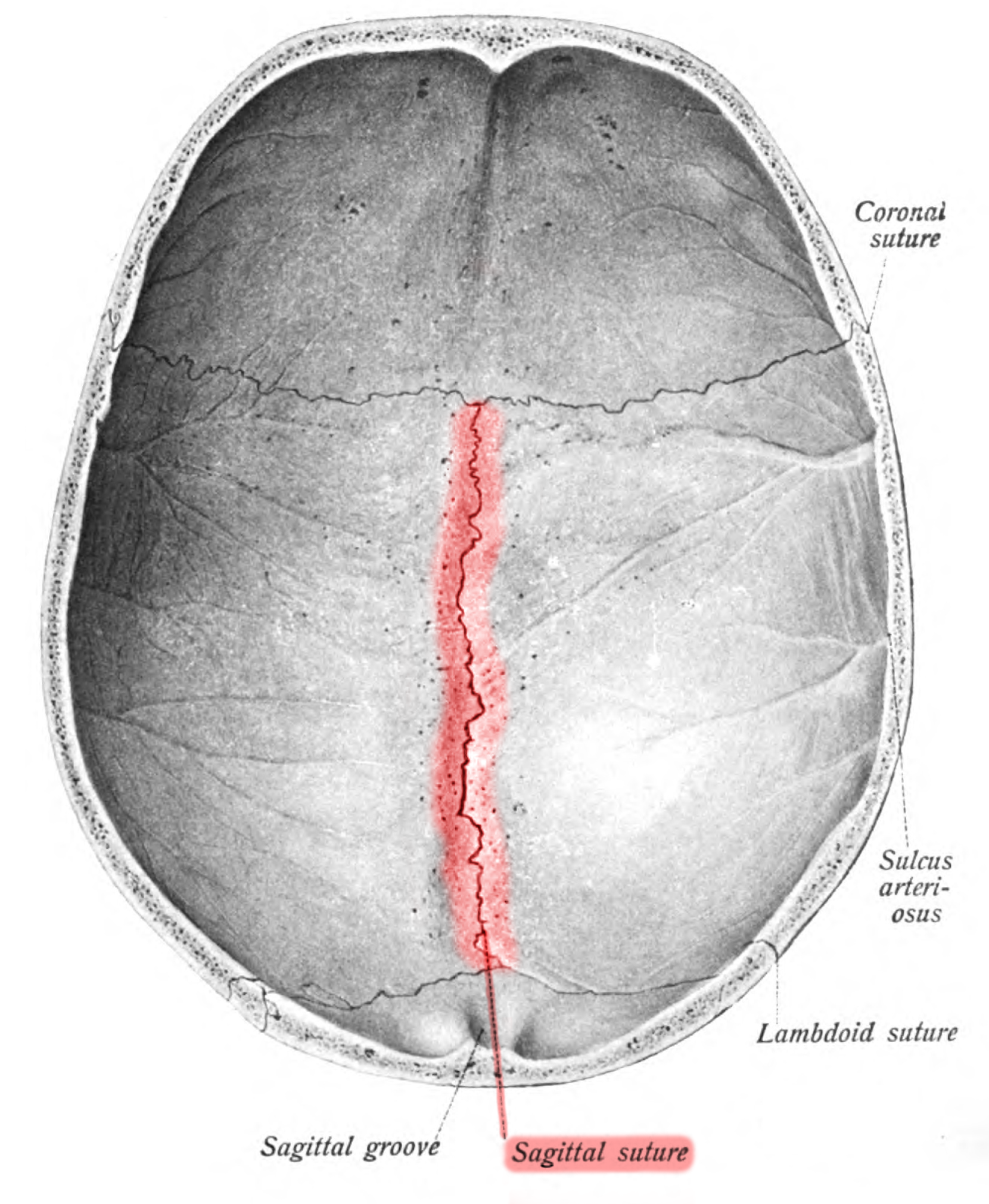
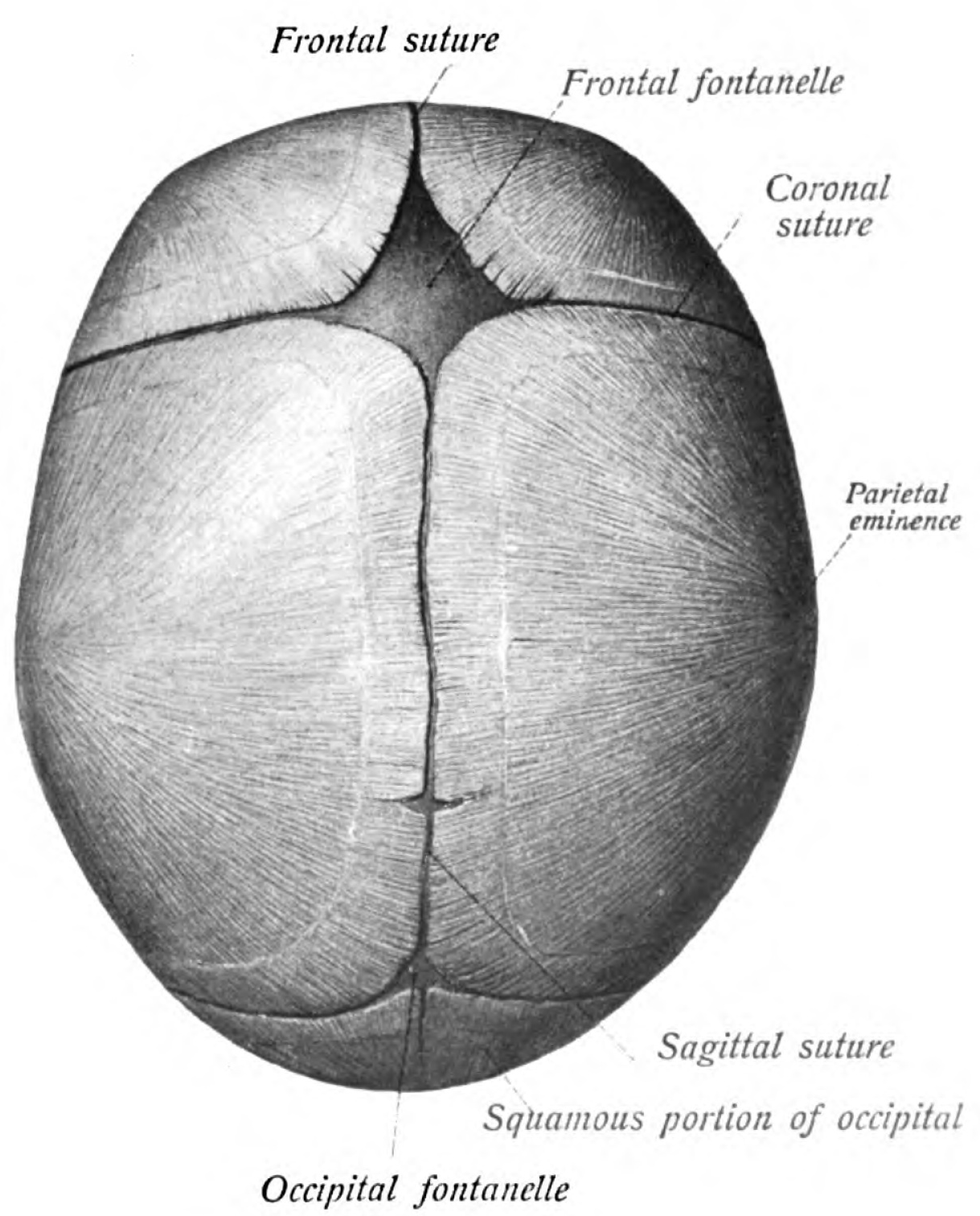
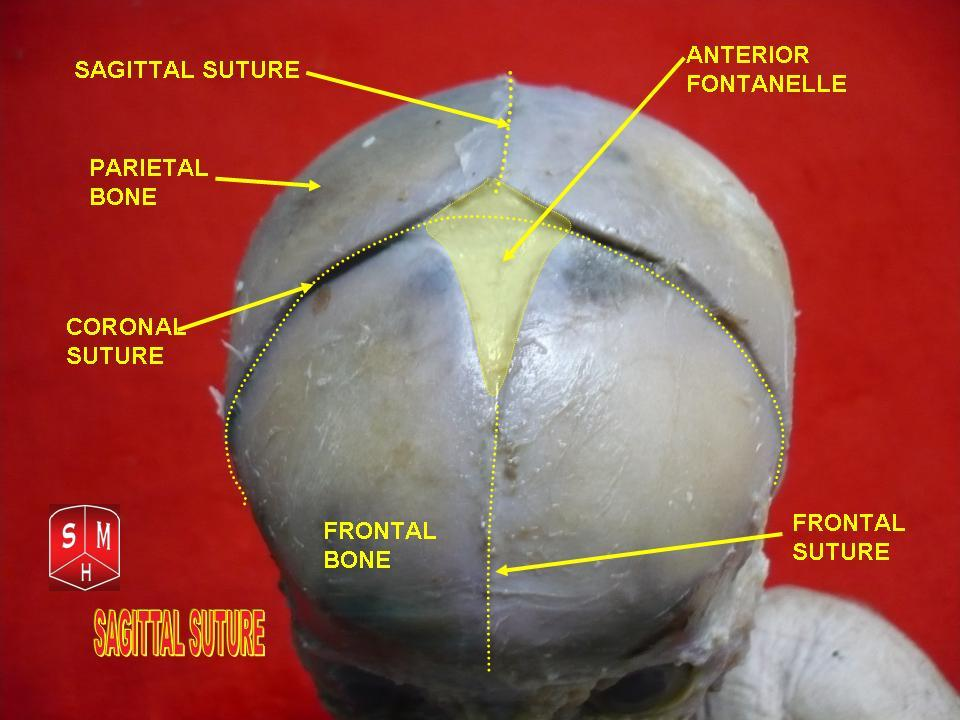
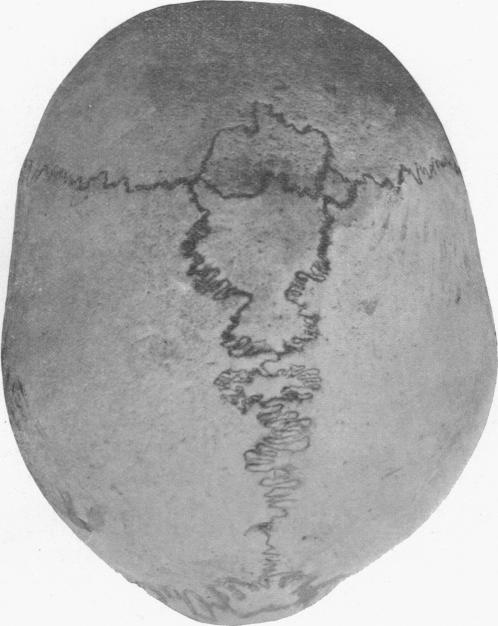